# Votomita ventuarensis
Votomita ventuarensis är en tvåhjärtbladig växtart som beskrevs av Thomas Morley. Votomita ventuarensis ingår i släktet Votomita och familjen Melastomataceae. Inga underarter finns listade i Catalogue of Life.